# Zum Franziskaner, München
Se även den traditionsrika ölhallen Zum Franziskaner i Stockholm.

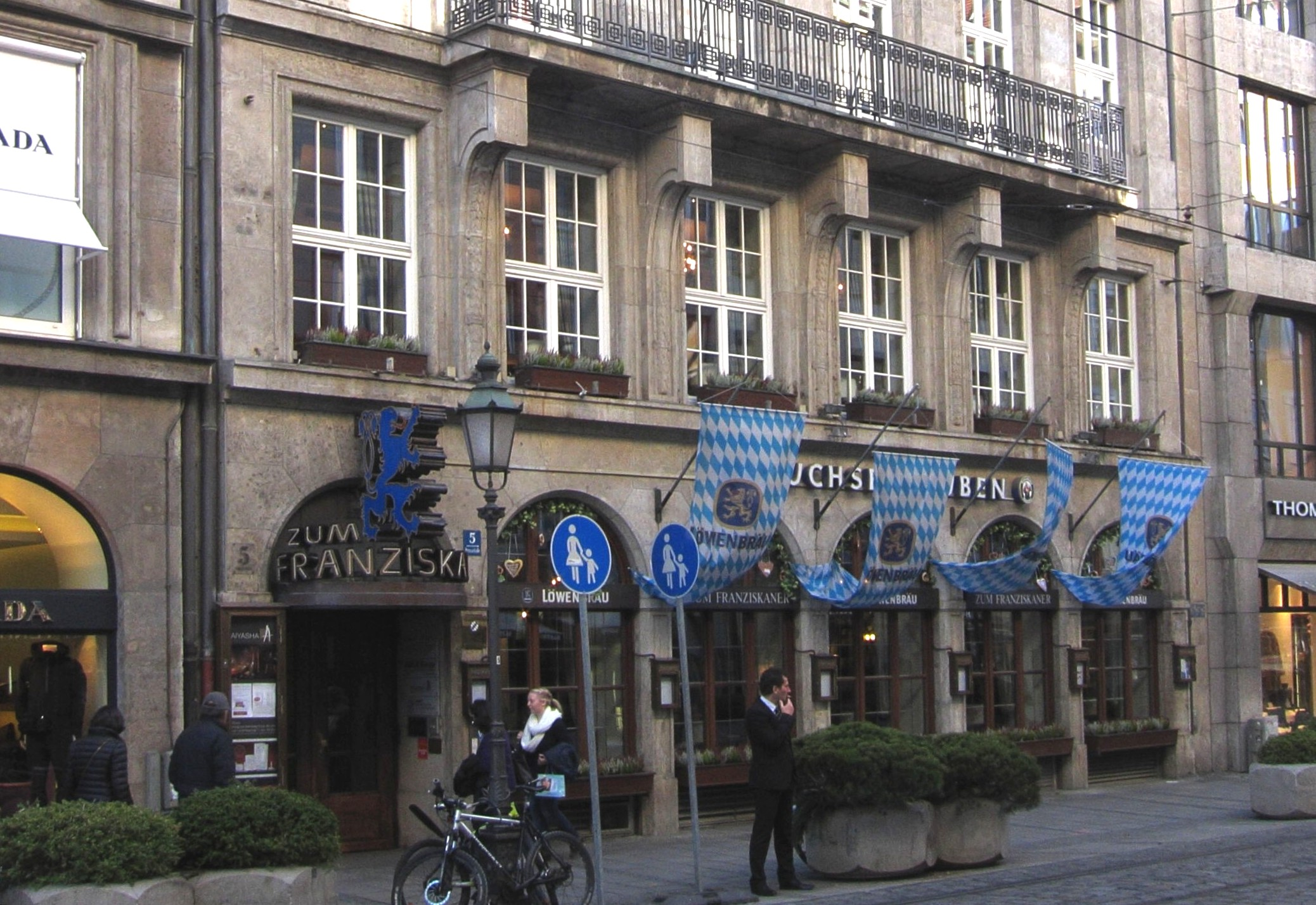
Zum Franziskaner, ingång Perusastr. 5.

Zum Franziskaner eller kort Franziskaner är en anrik krog och värdshusrörelse vid Residenzstraße 9 i centrala München i Tyskland.

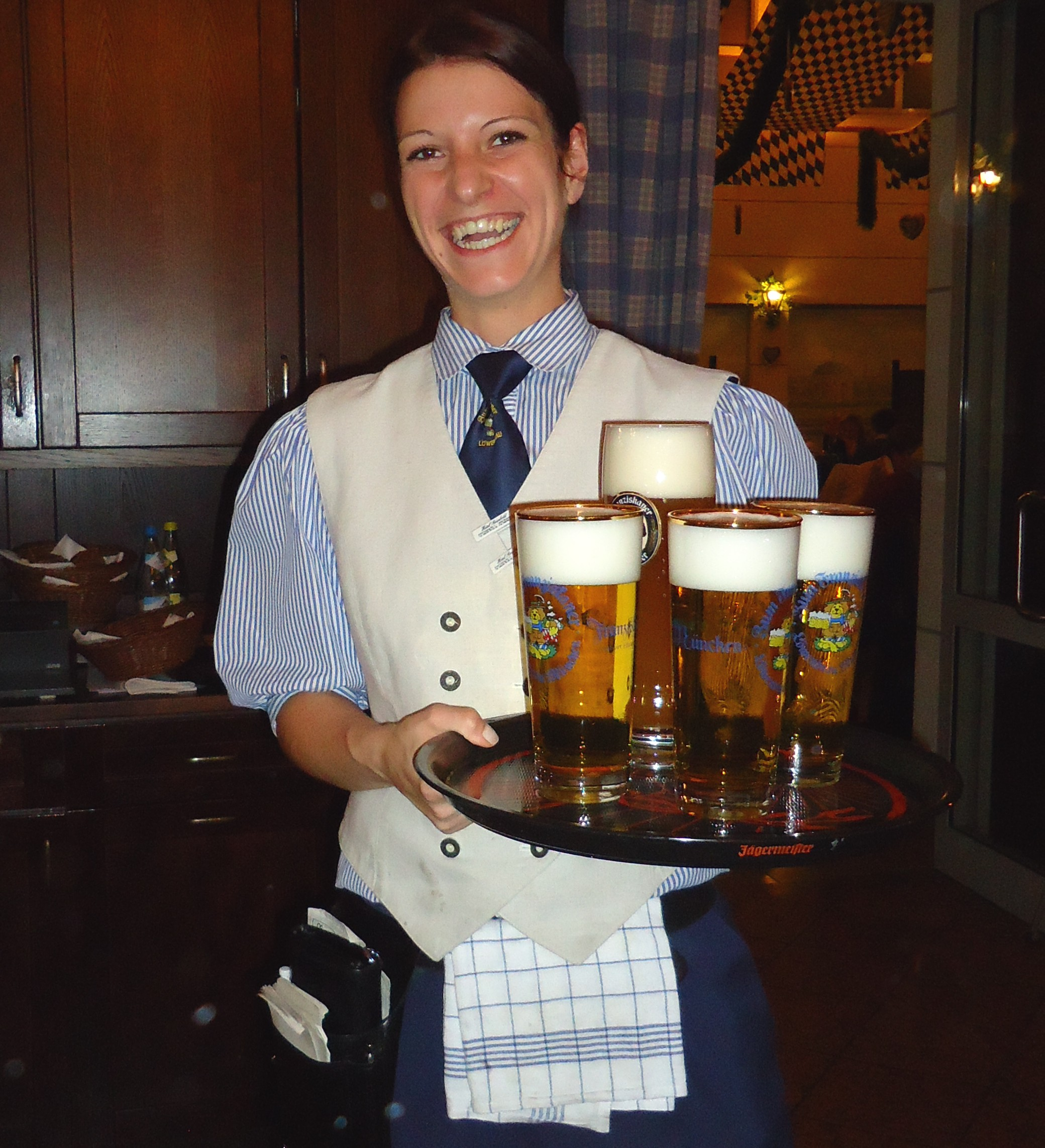
Prost!

Krogen och värdshuset Zum  Franziskaner började sin verksamhet redan 1363 i München. Här serverades öl från bryggeriet Franziskaner som grundades samma år. Namnet härrör från Franciskanorden som hade sitt kloster i närheten och det var ordens munkar som bryggde ölet. 1964 introducerades här för första gången Weissbier som bryggdes av dåvarande Spaten-Franziskaner-Brauerei.
Sedan april 1966 drivs verksamheten av familjen Reinbold. Företaget har numera (2011) 145 medarbetare varav 25 jobbar i köket. Idag består Zum Franziskaner av en hotellrörelse och flera serveringsavdelningar, exempelvis Fuchsenstuben, König-Ludwig-Saal, Schwemme, Hofgarten och Klause. Totalt finns 650 sittplatser för besökande gäster. Restaurangen är känt för hög kvalitet med köttprodukter från eget slakteri. Ölet kommer från bryggeriet Löwenbräu.